# Boksen op de Olympische Jeugdzomerspelen 2010
Boksen is een van de olympische sporten die beoefend worden tijdens de Olympische Jeugdzomerspelen 2010 in Singapore. De kampen zullen worden beslecht van 21 tot en met 25 augustus in het International Convention Centre. Er zijn elf onderdelen, alleen voor jongens.

## Deelnemers
De deelnemers moeten in 1992 of 1993 geboren zijn. Het aantal deelnemers is door het IOC op 66 gesteld.
In elk van de elf gewichtsklasse doen 6 boksers mee, waaronder in principe de top 4 van het jeugdwereldkampioenschap 2010. De overigen worden aangewezen door het IOC en de Internationale Boksfederatie AIBA, maar moeten ook aan dat kampioenschap hebben deelgenomen.
Van elk land mogen maximaal drie boksers deelnemen en slechts één per gewichtsklasse. Als extra regel geldt dat per land het totale aantal sporters, bekeken over alle individuele sporten en het basketbal tijdens deze Jeugdspelen, is beperkt tot 70.

## Kalender
| Augustus | 14 | 15 | 16 | 17 | 18 | 19 | 20 | 21 | 22 | 23 | 24 | 25 | 26 |
| -------- | -- | -- | -- | -- | -- | -- | -- | -- | -- | -- | -- | -- | -- |
| Boksen   |    |    |    |    |    |    |    |    |    |    |    | 11 |    |

|  | Competitie |  | Finale |

## Medailles

### Jongens
| Discipline        | Goud | Goud                 | Zilver | Zilver               | Brons | Brons              |
| ----------------- | ---- | -------------------- | ------ | -------------------- | ----- | ------------------ |
| Lichtvlieggewicht | IRL  | Ryan Burnett         | AZE    | Salman Alizada       | UZB   | Zohidjon Hoorboyev |
| Vlieggewicht      | PUR  | Emmanuel Rodriguez   | NRU    | Dj Maaki             | EGY   | Hesham Abdelaal    |
| Bantamgewicht     | CUB  | Robeisy Eloy Ramirez | IND    | Shiva Thapa          | POL   | Dawid Michelus     |
| Vedergewicht      | GER  | Arthur Bril          | AZE    | Elvin Isayev         | VEN   | Fradimil Macayo    |
| Lichtgewicht      | LTU  | Evaldas Petrauskas   | AUS    | Brett Mather         | IND   | Krishan Vikas      |
| Halfweltergewicht | LTU  | Ricardas Kuncaitis   | VEN    | Samuel Zapata        | ARG   | Fabian Maidana     |
| Weltergewicht     | BRA  | David Lourenco       | UZB    | Ahmad Mamadjanov     | TKM   | Nursahat Pazziyev  |
| Middengewicht     | AUS  | Damien Hooper        | COL    | Juan Carlos Carrillo | HUN   | Zoltan Harsca      |
| Halfzwaargewicht  | CUB  | Irosvani Duverger    | TUR    | Burak Aksin          | UZB   | Sardorbek Begaliev |
| Zwaargewicht      | CUB  | Lenier Eunice Pero   | ITA    | Fabio Turchi         | TUR   | Umit Can Patir     |
| Superzwaargewicht | FRA  | Tony Yoka            | NZL    | Joseph Parker        | MDA   | Daniil Svaresciuc  |

### Medailleklassement
| Plaats | Land          | NOC    | Goud | Zilver | Brons | Totaal |
| ------ | ------------- | ------ | ---- | ------ | ----- | ------ |
| 1      | Cuba          | CUB    | 3    | 0      | 0     | 3      |
| 2      | Litouwen      | LTU    | 2    | 0      | 0     | 2      |
| 3      | Australië     | AUS    | 1    | 1      | 0     | 2      |
| 4      | Brazilië      | BRA    | 1    | 0      | 0     | 1      |
| 4      | Duitsland     | GER    | 1    | 0      | 0     | 1      |
| 4      | Frankrijk     | FRA    | 1    | 0      | 0     | 1      |
| 4      | Ierland       | IRL    | 1    | 0      | 0     | 1      |
| 4      | Puerto Rico   | PUR    | 1    | 0      | 0     | 1      |
| 9      | Azerbeidzjan  | AZE    | 0    | 2      | 0     | 2      |
| 10     | Oezbekistan   | UZB    | 0    | 1      | 2     | 3      |
| 11     | India         | IND    | 0    | 1      | 1     | 2      |
| 11     | Turkije       | TUR    | 0    | 1      | 1     | 2      |
| 11     | Venezuela     | VEN    | 0    | 1      | 1     | 2      |
| 14     | Colombia      | COL    | 0    | 1      | 0     | 1      |
| 14     | Italië        | ITA    | 0    | 1      | 0     | 1      |
| 14     | Nauru         | NRU    | 0    | 1      | 0     | 1      |
| 14     | Nieuw-Zeeland | NZL    | 0    | 1      | 0     | 1      |
| 18     | Argentinië    | ARG    | 0    | 0      | 1     | 1      |
| 18     | Egypte        | EGY    | 0    | 0      | 1     | 1      |
| 18     | Hongarije     | HUN    | 0    | 0      | 1     | 1      |
| 18     | Moldavië      | MDA    | 0    | 0      | 1     | 1      |
| 18     | Polen         | POL    | 0    | 0      | 1     | 1      |
| 18     | Turkmenistan  | TKM    | 0    | 0      | 1     | 1      |
| Totaal | Totaal        | Totaal | 11   | 11     | 11    | 33     |